# Cronologia dos esportes
Esta é uma cronologia dos esportes.

## Século VIII a.C.
- 776 a.C.: Ano da realização da primeira Olimpíada: Corebo de Élida foi o vencedor do estádio. O estádia foi a única competição até a décima-terceira olimpíada.[1]
- 724 a.C.: 14a olimpíada, introdução da corrida dupla, cujo vencedor foi Hipeno de Élida.[1]
- 720 a.C.: 15a olimpíada, introdução da corrida longa, em que os atletas corriam nus, cujo vencedor foi Acanto da Lacônia.[1]
- 708 a.C.: 18a olimpíada, introdução do wrestling (pále), vencido por Euríbato da Lacônia, e do pentatlo, vencido por Lâmpis da Lacônia.[1]

## Século VII a.C.
- 688 a.C.: 23a olimpíada, introdução do boxe, vencido por Onomasto de Esmirna, que foi quem definiu as regras do esporte.[1]
- 680 a.C.: 25a olimpíada, introdução da corrida de carros puxados por quatro cavalos, vencida por Pagão de Tebas.[1]
- 676 a.C.: Criada a Carneia, competição entre citaristas.[1]
- 664 a.C. a 656 a.C.: Quionis da Lacônia venceu o estádio nestas três competições. Ele conseguia pular 22 pés.[1] De acordo com Júlio Africano, ele conseguia pular 52 pés;[2] este recorde de Quionis,[Nota 1] se fosse incluído nos jogos olímpicos modernos, só seria batido em 1952.[3][Nota 2]
- 648 a.C.: 33a olimpíada, introdução do pancrácio, vencido pelo gigante Ligdamis de Siracusa, e da corrida de cavalos, vencida por Craxilas da Tessália.[1]
- 640 a.C.: 35a olimpíada, introdução da corrida dupla, vencida por Cilon de Atenas, que, mais tarde, tentou se tornar tirano.[1]
- 632 a.C.: 37a olimpíada, introdução de duas competições para meninos, a corrida no estádio e o palé, respectivamente vencidos por Policine de Élida e Hipóstenes da Lacônia.[1]
- 628 a.C.: 38a olimpíada, introdução do pancrácio para meninos, vencido por Deutelidas da Lacônia. A competição não seria adotada nos próximos jogos.[1]
- 616 a.C.: 41a olimpíada, introdução do boxe para meninos, vencido por Filotas de Síbaris.[1]

## Século XIII
- 26 de fevereiro de 1297: O primeiro jogo de golfe na vila de Loenen aan de Vecht, nos Países Baixos, é registrado.

## Século XVII
- 25 de março de 1668: A primeira corrida de cavalos ocorre na América.
- 6 de janeiro de 1681: Ocorre o primeiro registro da partida de boxe entre mordomo e açogueiro do Duque de Albemarle.

## Século XVIII
- 6 de maio de 1733: Ocorre a primeira partida internacional de boxe entre Bob Whittaker e Tito di Carni.
- 20 de maio de 1734: O primeiro Clube de Jóquei é fundado na Carolina do Sul, Estados Unidos.
- 1 de maio de 1751: Ocorre a primeira partida de críquete americano.

## Século XIX
1801 - 1802 - 1803 - 1804 - 1805 - 1806 - 1807 - 1808 - 1809 - 1810
1811 - 1812 - 1813 - 1814 - 1815 - 1816 - 1817 - 1818 - 1819 - 1820
1821 - 1822 - 1823 - 1824 - 1825 - 1826 - 1827 - 1828 - 1829 - 1830
1831 - 1832 - 1833 - 1834 - 1835 - 1836 - 1837 - 1838 - 1839 - 2019

1841 - 1842 - 1843 - 1844 - 1845 - 1846 - 1847 - 1848 - 1849 - 1850
1851 - 1852 - 1853 - 1854 - 1855 - 1856 - 1857 - 1858 - 1859 - 1860
1861 - 1862 - 1863 - 1864 - 1865 - 1866 - 1867 - 1868 - 1869 - 1870
1871 - 1872 - 1873 - 1874 - 1875 - 1876 - 1877 - 1878 - 1879 - 1880
1881 - 1882 - 1883 - 1884 - 1885 - 1886 - 1887 - 1888 - 1889 - 1890
1891 - 1892 - 1893 - 1894 - 1895 - 1896 - 1897 - 1898 - 1899 - 1900
- 25 de agosto de 1804: Alice Meynell torna-se a primeira mulher a ser jogadora de jóquei na Inglaterra.
- 10 de dezembro de 1810: O britânico Tom Cribb derrota o negro estadunidense Tom Molineaus no primeiro campeonato interracial de boxe.
- 9 de janeiro de 1811: O primeiro torneio do golfe feminino é realizado em Musselburgh Golf Club, na Escócia.
- 22 de abril de 1823: Robert John Tyres patenteia o modelo Rollito da patinação sobre rodas.
- 12 de junho de 1839: A primeira partida de beisebol ocorre na América.
- 1 de janeiro de 1840: A primeira partida registada de boliche ocorre na Cidade de Nova York, Nova York, Estados Unidos.
- 30 de julho de 1844: O primeiro clube de iate, New York Yacht Club, é fundado.
- 23 de setembro de 1845: Alexander Cartwright, bombeiro de Nova York, funda uma das primeiras equipes organizadas de beisebol, New York Knickerbockers Base Ball Club.
- 19 de junho de 1846: Ocorre a primeira partida de beisebol entre New York Nine e New York Knickerbockers Base Ball Club|Knickerbockers em Hoboken, New Jersey, Estados Unidos. New York Nine vence Knickerbockers por 23 a 1.
- 21 de dezembro de 1849: O primeiro clube da patinação dos Estados Unidos é fundado em Filadélfia.
- 3 de junho de 1851: Os primeiros uniformes de beisebol são vestidos pelos jogadores de Knickerbockers.
- 3 de junho de 1853: Alexander Cartwright inventa o jogo moderno de beisebol nos Estados Unidos.
- 8 de dezembro de 1854: A primeira corrida de cavalos é realizada no Uruguai.
- 1856: O primeiro clube de lacrosse, Montreal Lacrosse Club, é fundado pelo dentista canadense Dr. William George Beers, em Montreal, Canadá.
- 22 de janeiro de 1857: A National Association of Base Ball Players é fundada em Nova York, Estados Unidos.
- 24 de outubro de 1857: Sheffield F.C., o primeiro clube de futebol do mundo, é fundado na Inglaterra.
- 28 de setembro de 1860: O primeiro jogo de beisebol entre as duas equipes de negros ocorre em Hoboken, New Jersey.
- 17 de outubro de 1860: O primeiro campeonato de golfe acontece em Prestwick.[4]
- 29 de dezembro de 1862: A bola de boliche é inventada.
- 26 de outubro de 1863: A Football Association, a primeira associação de futebol do mundo, é fundada em Londres, Inglaterra.
- 8 de maio de 1866: As regras de futebol da Austrália são criadas.
- 26 de setembro de 1867: National Lacrosse Association, a primeira das organizações esportivas do Canadá, é fundada durante a convenção em Kingston.[5]
- 31 de maio de 1868: A primeira corrida de bicicleta com 1.200 metros é realizada em Paris, França.
- 15 de março de 1869: Cincinnati Red Stockings, a primeira organização profissional de beisebol, é fundada.
- 18 de abril de 1869: O primeiro jogo internacional de críquete acontece em San Francisco.
- 16 de maio de 1869: Ocorre o primeiro jogo de beisebol.
- 6 de novembro de 1869: Ocorre a primeira partida de futebol americano entre os universidades Rutgers e Princeton.
- 26 de janeiro de 1871: A Rugby Football Union, a federação de rugby mais antiga do mundo, é fundada com 21 clubes na Inglaterra.
- 27 de março de 1871: O primeiro jogo internacional de rugby entre Escócia e Inglaterra é disputado no Raeburn Place, em Edinburgo, na Escócia.
- 4 de maio de 1871: Ocorre o primeiro jogo da liga de beisebol entre Fort Wayne e Cleveland. Fort Wayne vence por 2 a 0.
- 27 de dezembro de 1874: A primeira partida de beisebol da Cuba é realizada em Palmar de Junco, Matanzas.[6]
- 3 de março de 1875: Ocorre o primeiro registro da partida de hóquei em Montreal.
- 2 de fevereiro de 1876: A Liga Nacional (National League), a mais velha das duas ligas de beisebol dos Estados Unidos, é fundada.
- 22 de outubro de 1878: Acontece o primeiro jogo noturno de rúgbi.[7]
- 12 de agosto de 1879: Ocorre o primeiro torneio da Associação Nacional de Tiro com Arco em Chicago, Estados Unidos.
- 6 de dezembro de 1882: A International Football Association Board é fundada.
- 1887: A primeira versão do softbol é inventada por George Hancock, em Chicago, Illinois, Estados Unidos.
- 7 de fevereiro de 1887: As primeiras regras do futebol gaélico são publicadas na revista United Ireland.
- 11 de fevereiro de 1891: Duas mulheres não identificadas da equipe de hóquei sobre gelo jogam em uma partida, em Ottawa, Ontario, Canadá.[8]
- 15 de dezembro de 1891: James Naismith, professor de Educação Física canadense, inventa o basquetebol.
- 20 de janeiro de 1892: O primeiro jogo de basquetebol é disputado com nove jogadores em cada equipe.
- 15 de janeiro de 1893: O primeiro torneio de esgrima moderna ocorre em Paris, França.
- 23 de junho de 1894: Atenas é unaminamente escolhida como a cidade-sede dos primeiros Jogos Olímpicos durante um congresso organizado pelo historiador francês Pierre de Coubertin. O Comitê Olímpico Internacional é criado por Pierre de Coubertin e Demetrius Vikelas em Lausanne, Suíça.
- 22 de julho de 1894: Ocorre a primeira corrida de automóveis do mundo, na França, entre Paris e Ruão.
- 9 de fevereiro de 1895: William George Morgan, diretor de educação física da Associação Cristã de Moços (ACM), inventa o voleibol, em Molyoke, Massachusetts.
- 9 de setembro de 1895: As primeiras regras padronizadas de boliche são criadas durante o Congresso Americano de Boliche, organizado na cidade de Nova York.
- 4 de outubro de 1895: O primeiro campeonato de golfe dos Estados Unidos é realizado em Newport, Rhode Island.[9]
- 2 de novembro de 1895: A primeira corrida de automóveis é organizada na América.
- 6 a 15 de abril de 1896: Os primeiros Jogos Olímpicos modernos são realizados com a participação dos oito países em Atenas, Grécia.
- 6 de abril de 1896: O atleta estadunidense James Connolly ganha a primeira medalha de ouro olímpica na prova de salto triplo.
- 19 de abril de 1897: A primeira maratona é realizada na cidade de Boston, Estados Unidos.
- 14 de maio a 28 de outubro de 1900: Os Jogos Olímpicos de Verão são realizados em Paris, França.
- 11 de julho de 1900: A tenista britânica Charlotte Cooper torna-se a primeira mulher a ganhar uma medalha de ouro no torneio de simples feminino dos Jogos Olímpicos de Verão de Paris.
- 10 de agosto de 1900: O primeiro torneio da Copa Davis de Tênis é realizado nos Estados Unidos.

## Século XX
1901 - 1902 - 1903 - 1904 - 1905 - 1906 - 1907 - 1908 - 1909 - 1910
1911 - 1912 - 1913 - 1914 - 1915 - 1916 - 1917 - 1918 - 1919 - 1920
1921 - 1922 - 1923 - 1924 - 1925 - 1926 - 1927 - 1928 - 1929 - 1930
1931 - 1932 - 1933 - 1934 - 1935 - 1936 - 1937 - 1938 - 1939 - 1940
1941 - 1942 - 1943 - 1944 - 1945 - 1946 - 1947 - 1948 - 1949 - 1950
1951 - 1952 - 1953 - 1954 - 1955 - 1956 - 1957 - 1958 - 1959 - 1960
1961 - 1962 - 1963 - 1964 - 1965 - 1966 - 1967 - 1968 - 1969 - 1970
1971 - 1972 - 1973 - 1974 - 1975 - 1976 - 1977 - 1978 - 1979 - 1980
1981 - 1982 - 1983 - 1984 - 1985 - 1986 - 1987 - 1988 - 1989 - 1990
1991 - 1992 - 1993 - 1994 - 1995 - 1996 - 1997 - 1998 - 1999 - 2000
- 14 de dezembro de 1901: O primeiro torneio de tênis de mesa é realizado em Londron Royal Aquarium.
- 5 de abril de 1904: A partida internacional de rugby league entre a Inglaterra e o time dos jogadores galeses e escoceses ocorre em Central Park, Wigan, Inglaterra.
- 21 de maio de 1904: A Federação Internacional de Futebol (FIFA) é fundada.
- 20 de junho de 1904: A Federação Internacional do Automóvel (FIA) é criada.
- 1 de julho a 23 de novembro de 1904: Os Jogos Olímpicos de Verão são realizados em St. Louis, Missouri, Estados Unidos.
- 22 de março de 1906: Ocorre o primeiro jogo de rúgbi entre a Inglaterra e a França.
- 22 de abril a 2 de maio de 1906: Os Jogos Olímpicos Intercalados são realizados em Atenas, Grécia e não são considerados oficiais pelo Comitê Olímpico Internacional.
- 27 de abril a 31 de outubro de 1908: Os Jogos Olímpicos de Verão são realizados em Londres, Reino Unido.
- 26 de julho de 1908: A primeira corrida de automóveis da América do Sul e do Brasil é realizada em São Paulo entre São Paulo e Itapecerica, num percurso de 80 quilometros.[10]
- 22 a 29 de agosto de 1909: O primeiro evento da corrida aérea ocorre em Reims, França.
- 12 de maio e 27 de julho de 1912: Os Jogos Olímpicos de Verão são realizados em Estocolmo, Suécia.
- 14 de novembro de 1914: Mitsuyo Maeda e os outros judocas japoneses, chegam ao Brasil, dando origem ao jiu-jitsu brasileiro.
- 22 de novembro de 1917: A National Hockey League, uma organização profissional composta por times de hóquei sobre gelo dos Estados Unidos e do Canadá, é fundada em Montreal, Canadá.[11]
- 20 de abril a 12 de setembro de 1920: Os Jogos Olímpicos de Verão são realizados em Antuérpia, Bélgica.
- 17 de setembro de 1920: A Liga Nacional de Futebol Americano (National Football League, NFL) é fundada nos Estados Unidos.
- 3 de outubro de 1920: A primeira partida de futebol americano profissional ocorre em Dayton, Ohio, Estados Unidos.
- 31 de outubro de 1921: A Federação Esportiva Feminina Internacional é fundada.
- 20 de agosto de 1922: O primeiro campeonato de atletismo feminino ocorre em Paris, França.
- 25 de janeiro a 4 de fevereiro de 1924: Os primeiros Jogos Olímpicos de Inverno são realizados em Chamonix, França.
- 4 de maio a 27 de julho de 1924: Os Jogos Olímpicos de Verão são realizados em Paris, França.
- 11 a 19 de fevereiro de 1928: Os Jogos Olímpicos de Inverno são realizados em Saint Moritz, Suíça.
- 17 de maio a 12 de agosto de 1928: Os Jogos Olímpicos de Verão são realizados em Amsterdã, Países Baixos.
- 4 a 15 de fevereiro de 1932: Os Jogos Olímpicos de Inverno são realizados em Lake Placid, Estados Unidos.
- 18 de junho de 1932: A Federação Internacional de Basquetebol (FIBA) é fundada em Genebra.
- 30 de julho a 14 de agosto de 1932: Os Jogos Olímpicos de Verão são realizados em Los Angeles, Estados Unidos.
- 26 de dezembro de 1934: O primeiro time profissional de basquetebol do Japão é fundado.[12]
- 1 a 16 de agosto de 1936: Os Jogos Olímpicos de Verão são realizados em Berlin, Alemanha durante o governo nazista.
- 1 de maio de 1940: Os Jogos Olímpicos de Verão são cancelados por causa da Segunda Guerra Mundial.
- 6 de junho de 1946: A National Basketball Association (NBA) é fundada como o antigo nome Basketball Association of America (BAA) em Nova York.
- 29 de julho a 14 de agosto de 1948: Os Jogos Olímpicos de Verão são realizados em Londres, Reino Unido.
- 8 de agosto de 1948: A Organização Desportiva Pan-Americana (ODEPA) é fundada.
- 13 de março de 1950: Inicia a primeira temporada do Campeonato do Mundo de Fórmula 1 da FIA.
- 22 de outubro a 3 de novembro de 1950: O primeiro Campeonato Mundial de Basquetebol é realizado em Buenos Aires, Argentina.
- 25 de fevereiro a 9 de março de 1951: Os primeiros Jogos Pan-americanos são realizados em Buenos Aires, Argentina.
- 4 a 11 de março de 1951: Os primeiros Jogos Asiáticos são realizados em Nova Délhi, Índia.
- 10 de novembro de 1951: A primeira partida internacional da liga de rúgbi entre a Inglaterra e a Nova Zelândia é transmitida pela BBC em Swinton.[13]
- 19 de julho a 3 de agosto de 1952: Os Jogos Olímpicos de Verão são realizados em Helsinque, Finlândia.
- 22 de novembro a 8 de dezembro de 1956: Os Jogos Olímpicos de Verão são realizados em Melbourne, Austrália.
- 25 de agosto a 11 de setembro de 1960: Os Jogos Olímpicos de Verão são realizados em Roma, Itália.
- 18 a 25 de setembro de 1960: Os primeiros Jogos Paraolímpicos de Verão são realizados em Roma, Itália.
- 10 a 24 de outubro de 1964: Os Jogos Olímpicos de Verão são realizados em Tóquio, Japão.
- 18 a 25 de julho de 1965: Os primeiros Jogos Pan-Africanos são realizados em Brazzaville, Congo.
- 12 a 27 de outubro de 1968: Os Jogos Olímpicos de Verão são realizados na Cidade do México, México.
- 26 de agosto a 11 de setembro de 1972: Os Jogos Olímpicos de Verão são realizados em Munique, Alemanha Ocidental.
- 5 de setembro de 1972: Massacre de Munique: 11 membros da equipe olímpica de Israel são assassinados pelo grupo terrorista palestino durante os Jogos Olímpicos.
- 7 a 21 de junho de 1975: A primeira Copa do Mundo de Críquete é realizada na Inglaterra.
- 17 de julho a 1 de agosto de 1976: Os Jogos Olímpicos de Verão são realizados em Montreal, Canadá.
- 19 de julho a 3 de agosto de 1980: Os Jogos Olímpicos de Verão são realizados em Moscou, União Soviética.
- 28 de junho de 1981: A Associação de Comitês Olímpicos Nacionais da África é fundada.
- 5 de dezembro de 1982: O Conselho Olímpico da Ásia é fundado.
- 7 a 14 de agosto de 1983: O primeiro Campeonato Mundial de Atletismo é realizado em Helsinque, Finlândia.
- 28 de julho a 12 de agosto de 1984: Os Jogos Olímpicos de Verão são realizados em Los Angeles, Estados Unidos.
- 22 de novembro de 1986: Mike Tyson torna-se o campeão mais jovem de pesos pesados da Conselho Mundial de Boxe (CMB).
- 17 de setembro a 2 de outubro de 1988: Os Jogos Olímpicos de Verão são realizados em Seul, Coreia do Sul.
- 19 de março de 1990: O primeiro torneio mundial de hóquei sobre gelo feminino ocorre em Ottawa, Canadá.
- 25 de julho a 9 de agosto de 1992: Os Jogos Olímpicos de Verão são realizados em Barcelona, Espanha.
- 28 de abril de 1993: Um acidente de avião da Força Aérea zambiana mata a equipe da Seleção Zambiana de Futebol para uma partida das Eliminatórias para a Copa do Mundo de 1994.
- 19 de julho a 4 de agosto de 1996: Os Jogos Olímpicos de Verão são realizados em Atlanta, Estados Unidos.
- 15 de setembro a 1 de outubro de 2000: Os Jogos Olímpicos de Verão são realizados em Sydney, Austrália.

## Século XXI
2001 - 2002 - 2003 - 2004 - 2005 - 2006 - 2007 - 2008 - 2009 - 2010
2011 - 2012 - 2013 - 2014 - 2015
- 8 de junho de 2004: A Associação dos Comitês Olímpicos de Língua Portuguesa (ACOLOP) é fundada.
- 13 a 29 de agosto de 2004: Os Jogos Olímpicos de Verão são realizados em Atenas, Grécia.
- 7 a 15 de outubro de 2006: Os primeiros Jogos da Lusofonia são realizados em Macau, China.
- 22 de outubro de 2006: O piloto alemão heptacampeão Michael Schumacher despede-se da carreira profissional durante o Grande Prêmio do Brasil da Fórmula 1.
- 8 a 24 de agosto de 2008: Os Jogos Olímpicos de Verão são realizados em Pequim, China.
- 17 de agosto de 2008: O nadador estadunidense Michael Phelps conquista a oitava medalha de ouro em revezamento dos 4x100 medley masculino nos Jogos Olímpicos de Pequim.
- 19 de junho de 2009: Oito equipes de Fórmula 1 rompem com a Federação Internacional de Automobilismo e decidem criar uma nova categoria na temporada de 2010.